# Berrington
Berrington is een civil parish in het bestuurlijke gebied Shrewsbury and Atcham, in het Engelse graafschap Shropshire met 1059 inwoners.